# Maja Kin
Maja Kin, folkbokförd som Maja Eva-Lotta Carlsdotter Kin Christenson, född 16 juli 1987 i Göteborg, är en svensk skådespelare.
Kin har bland annat medverkat i TV-serierna Ture Sventon och Bermudatriangelns hemlighet (2019–2020) och Parterapi från 2019. Hon har även medverkat i filmen Snabba cash – Livet deluxe från 2013.

## Filmografi (i urval)
- 2013 – Snabba cash – Livet deluxe
- 2019 – Parterapi (TV-serie)
- 2019–2020 – Ture Sventon och Bermudatriangelns hemlighet (TV-serie)
- 2022 – Fartblinda (TV-serie)